# Уоллес, Уильям Винсент
Уильям Винсент Уоллес (англ. William Vincent Wallace; 11 марта 1812, Уотерфорд, Манстер — 12 октября 1865, Вьёзос или Совтер-де-Комменж) — ирландский композитор, скрипач, пианист, дирижёр и музыкальный педагог. В своё время он был известен на трёх континентах как двойной виртуоз игры на скрипке и фортепиано. В настоящее время его в основном помнят как выдающегося оперного композитора с такими ключевыми произведениями, как «Маритана» (1845) и «Лурлине» (1847—1860), но он также написал большое количество фортепианной музыки (включая несколько виртуозных произведений), которые были очень модны в XIX веке. Более скромный сборник песен и баллад Уоллеса, столь же разнообразных по стилю и сложности, также был популярен в своё время, причем некоторые номера ассоциировались с известными певцами того времени, которые их исполняли.

## Биография
Уильям Винсент Уоллес родился 11 марта 1812 года в городе Уотерфорде; отец и мать его были ирландцами. Отец был полковым капельмейстером ополчения Северного Мейо, базировавшегося в городке Баллина. Уильям родился, когда полк в течение одного года находился в Уотерфорде, в одном из нескольких последовательных размещений в Ирландии и Великобритании. Семья вернулась в Баллину примерно четыре года спустя, в 1816 году, и мальчик провёл там годы своего становления, принимая активное участие в жизни музыкального коллектива своего отца и уже к девяти годам сочиняя произведения для сольных концертов отцовского оркестра.
Оркестр Уоллесов, известный высокими стандартами, помимо полковых обязанностей, выступал и на светских мероприятиях в больших домах в этом районе. Под руководством отца и дяди Уильям Винсент писал пьесы для групп и оркестров. Отец демобилизовался из армии и в 1826 году семья переехала из Уотерфорда в Дублин.
Ещё в детстве Уоллес научился играть на скрипке, кларнете, органе, фортепиано и других музыкальных инструментах. В 1830 году, в восемнадцатилетнем возрасте, он стал органистом в римско-католическом Соборе Вознесения Пресвятой Девы Марии в Тёрлсе (графство Северный Типперэри) и преподавал там музыку в Урсулинском монастыре, где влюбился в свою ученицу Изабеллу Келли (англ. Isabella Kelly), отец которой дал согласие на их брак в 1832 году при условии, что Уоллес станет католиком. Вскоре пара переехала в Дублин, где Уоллес работал скрипачом в Королевском театре.
Экономические условия в ирландской столице заметно ухудшились после одобрения Акта об унии Великобритании и Ирландии 1800 года, и в 1835 году вся семья Уоллесов решила эмигрировать в Австралию. Уоллес, вместе со своей женой Изабеллой и маленьким сыном Вилли, прибыл в Австралию в июле 1835 года. Уоллес дал множество концертов в Сиднее и, будучи первым виртуозом, посетившим колонию, получил лестное прозвище «австралийский Паганини».
Его девятнадцатилетняя сестра Элизабет (сопрано) в 1839 году вышла замуж за австралийского певца Джона Бушелла (англ. John Bushelle), с которым она давала много концертов вплоть до его ранней смерти в 1843 году во время турне по Земле Ван Димена.
Уильям Винсент Уоллес также активно занимался импортом пианино из Лондона, но его основная деятельность заключалась в многочисленных сольных концертах в Сиднее и его окрестностях под патронажем губернатора генерала сэра Ричарда Бурка. Самыми значительными музыкальными событиями этого периода были два больших концерта в столичном Соборе Девы Марии в 1836 и в 1838 гг. от имени органного фонда, которыми руководил Уоллес и в которых были задействованы почти все имеющиеся музыкальные таланты колонии, включая незадолго до этого созданное Филармоническое (Хоровое) Общество.
В 1838 году У. В. Уоллес расстался со своей женой и начал гастрольную карьеру, в ходе которой он объездил весь земной шар. Из Австралии он отправился в Новую Зеландию, затем пересёк Тихий океан, посетил Чили, Аргентину, Перу, Ямайку и Кубу, дав концерты в крупных городах этих стран. В 1841 году он дирижировал сезоном итальянской оперы в Мехико. Переехав в Соединенные Штаты Америки, он несколько лет прожил в Новом Орлеане, где его чествовали как виртуоза игры на скрипке и фортепиано, прежде чем добраться до Нью-Йорка, где он стал столь же знаменит, и опубликовал свои первые сочинения (1843–1844).
Написанная им в 1846 года для лондонского театра Ковент-Гарден романтическая опера «Maritana», и в следующем году — «Mathilda of Hungary», произвели большой фурор. Несмотря на это, Уоллес надолго замолк; только после тринадцати лет он опять выступил на оперное поприще и написал шесть опер с английским текстом и две итальянские оперы. Кроме опер, Уоллес написал целую массу отдельных вокальных произведений, как-то: баллады, гимны, серенады, каватины, канцонетты, которых насчитывается до двухсот, и не меньшее количество фортепьянных пьес, концертных фантазий, вариаций, этюдов и прочего. Уоллес пользовался в Англии большой популярностью; на него смотрели чуть ли не как на единственного человека, способного поднять уровень национального искусства.
В 1843–1844 годах в Нью-Йорке Уильям Винсент Уоллес участвовал в первых концертных сезонах Нью-Йоркского филармонического общества, а в 1853 году был избран почётным (пожизненным) членом Общества.
В Новом свете у Уоллеса начался роман с нью-йоркской пианисткой немецкого происхождения Элен Стопель (англ. Hélène Stoepel), сестрой композитора Роберта Стопеля и в 1854 году он стал гражданином США.

В более поздние годы, вернувшись в Европу на премьеры своих более поздних опер, у него развилась сердечная недостаточность, от которой он лечился в Париже в 1864 году, но несмотря на это Уильям Винсент Уоллес умер 12 октября 1865 года во французском департаменте Верхняя Гаронна и был похоронен на кладбище Кенсал-Грин в Лондоне. Эпитафия на его надгробии (отреставрировано в 2007 году) гласит: «Music is an art that knows no locality but heaven – Wm. V. Wallace» (в буквальном переводе: «Музыка — это искусство, которое не знает места, кроме небес — У. В. Уоллес»). 